# VenusBlood:Lagoon
『VenusBlood:Lagoon』（ヴィーナスブラッド・ラグーン）は、dualtailから2018年12月28日に発売されたアダルトゲームである。
検索性を上げるために、サブタイトルの区切りが「-」から「:」に変更された。
『VenusBlood』シリーズの第11作である本作は、従来の国盗り戦略シミュレーションゲームに戻り、これまでシリーズ内で交互に出されてきた「産卵」要素と「悪墜ち」要素を同時に取り込んだ内容となっている。
プレイヤーは負かした竜族の姫「竜姫」を触手で調教し、魔神の眷属である「ユニット」を産卵させて自軍の強化に利用する。
また、メインヒロインのティアは、プレイヤーの選択によって「悪堕ち」することがあり、「悪墜ち」した場合は「カオスルート」へ、「悪墜ち」しない場合は「ロウルート」へ進む仕組みとなっている。
戦略システムにおいては、『VenusBlood -HYPNO-』の「レギオンバトルシステム」を取り入れたほか、リーダーの性格や戦闘方針によって師団の性質が変化する「レギオン・スタンス」が新たに導入された。

## あらすじ
竜と魔の大戦・魔神戦役によって世界が崩壊した後も、神竜族と魔竜族が蒼穹大陸ロディニアを舞台に戦争を繰り広げていた。
神竜族領エリーシス公国の公女ティアは、大神官ガシェルの策略によりすべてを失う。窮地に陥る彼女を救ったのは、魔神戦役で封印された魔神・ザハークだった。
神竜族への復讐からティアはザハークと契約を結ぶ。

## 登場人物

### ザハーク陣営
災厄の魔神 ザハーク
本作の主人公。すべての魔族の始祖である魔神で、魔物を女に産ませる能力を持つ。魔神戦役で旧文明をことごとく滅ぼし、始祖竜によって倒された。神竜族領・エリーシス公国の滅亡によって封印が解ける。復活が不完全だったため、記憶と力のほとんどを失っているが契約者であるティアの復讐に協力できるだけの力を持っている。
聖盾の竜姫 ティア＝エリーシス
声：藤堂みさき
本作のメインヒロイン。大神官ガシェルの策略によってすべてを失った、エリーシス公国の第一皇女。肉親や国民、国土を失った悲しみによって神竜族への復讐心に満ちているが、本来は高潔で心優しい性格をしている。
血槍の堕竜姫 ティア＝エリーシス
ティアが悪堕ちした姿。淫靡で残忍な性格へと変化した。悪堕ち前と異なり、破壊魔法を得意とする。
探求の魔導竜 アスタ
声：あかしゆき
メル・ザハーカ魔導科学文明を研究する女魔術師で、様々な学問に精通している。発掘物を元に魔導装甲列車ベヒモスを設計・制作した。だらしない私生活を送っている。
慧眼の操舵士 ムムル
声：渋谷ひめ
魔導装甲列車ベヒモスの操舵士を務める、ガロード族の少女。目の良さと機械に対する造詣の深さから現在の職業に就いている。
炎の機関長 アイン
声：六条太助
魔導装甲列車ベヒモスの機関長を務める、ガロード族の大男。炎熱の扱いの巧さから、現在の職業に就いている。ムムルの実弟でもあり、姉に寄りつく悪い虫には容赦しない。

### 神竜族
高潔なる神竜騎士 エア＝エリーシス
声：手塚りょうこ
ティアの母であるエリーシス公主。
ガシェルの策略により祖国を失い、失意の中死を迎える。
創世の神竜王 エデン
声：榊木春乃
始祖竜の生まれ変わりにして、神聖メスキア王国の女王。
碧空の竜姫 ピアサ＝アルトン
声：咲ゆたか
アルトン公主である風使い。幼なじみであるティアが神竜族に対して反乱を起こしたというガシェルの発言を信じられず、ティアに会いに行く。
焔刃の竜姫 ヤマタ＝クシナダ（櫛灘 八叉）
声：ひむろゆり
クシナダ公主である炎使い。
水晶の竜姫 ヴィーヴル＝ニヴェルネ
声：星空ユメ
ニヴェルネ公主。
盲目ながらも魔術とマナを駆使した探知に長ける。エデンに対して絶対的な信仰がある。
震天の竜姫 ファフネル＝フラグランド
声：ももぞの薫
メスキア王国の大将軍で、四天将の上司。物腰柔らかだが、敵には容赦しない。
授戒の大神官 ガシェル＝ベリングス
声：小次狼
メスキア王国の大神官兼宰相で、敬虔なところがある。
神出鬼没の密偵 イルダーナフ
声：小次狼
ガシェルの部下である人間の男性。エリーシス公国に紛れ込み、ガシェルのために仕事をこなす一方、ティアに対する同情を見せる時がある。
偽典の祭祀 エル＝メディーナ
声：安堂りゅう
ガシェルの部下である神官。無力に見えるが、異空間から天使を召喚する術を持つ。また、サディストでもある。

### 魔竜族
絶刀の魔竜王 ヴァジェト＝ネフティス
声：梅椿鬼
自由を愛する魔竜王。神竜族のやり方に異議を唱え、魔族や罪人たちをまとめて魔竜族を作り上げた。
氷華の魔竜姫 レヴィア＝ネフティス
声：青葉りんご
魔竜王の娘で、尊敬する母を超えることを目指している。魔竜軍において一兵卒から将軍までのし上がった経緯を持つ。戦闘や料理などあらゆることをそつなくこなすが、表情が顔に出やすい。
魔装機竜　テュポーン
声：今谷皆美
魔竜族将軍の将軍で、機国デルピュネの統治・防衛を担う機械竜。判断・分析能力の高さを誇る一方、機械故に生物の感情や疲労への理解が不十分であり、国民から不満が出ている。
元々は古代文明が生み出した生体機械兵器で、ヴァジェトとの交戦で敗れた後、ヴァジェトの修復を経て現在の地位を得た。
幽騎将 マキュリア＝ヴァーレ
声：ヒマリ
魔竜族将軍で、魔竜族領・ガンダルファを支配する人間の女性。
人間たちを率い、不死者との契約による死霊術によって戦果を挙げたことが評価され現在の地位に就けたことから、ヴァジェトへの忠誠心が高い。
黒鬼の魔将 ヴェリトール＝バシュトラ
声：笹崎こじろう
魔竜族の将軍、魔国バシュトラの支配者。強敵と戦うことに楽しさを見いだしており、打ち破った相手でも成長の見込みがあれば見逃すことがある。配下にも好戦的な人物を多く置いている。

## スタッフ
- 企画・監督：け～まる
- シナリオ：イルカ、みぃ、オガタカ、け～まる、あくまっこ
- 原画：いっせー、丹下ゲンタ、なるみすずね、椎咲雛樹、トシぞー
- サウンド：solfa

## 主題歌
主題歌「Finding My Way」
- 作詞：天ヶ咲麗(solfa)/作編曲：伊吹ユキヒロ(solfa)/歌：nao

挿入歌「Everlasting Dream」
- 作詞：天ヶ咲麗(solfa)/作編曲：伊吹ユキヒロ(solfa)/歌：solfa feat.小春めう

## 反響

### 人気投票
本作は、Getchu.com主催の美少女ゲーム大賞2018のシステム部門の3位にランクインした。